# Usama ibn Ladin
Usama ibn Ladin, Osama bin Laden (arab. ‏أسامة بن لادن‎, Usāma ibn Lādin; ur. 10 marca 1957 w Rijadzie, zm. 2 maja 2011 w Abbottabadzie) – saudyjski milioner i terrorysta, współzałożyciel i przywódca Al-Ka’idy.

## Życiorys

### Młodość
Był jednym z ponad 50 dzieci (i 17. synem) Muhammada ibn Ladina, Jemeńczyka, który przybył do Arabii Saudyjskiej jako pracownik fizyczny (najpierw był robotnikiem portowym, następnie murarzem), a ostatecznie – mimo że do końca życia pozostał analfabetą – stał się szefem przedsiębiorstwa realizującego projekty budowlane dla saudyjskiej rodziny królewskiej (m.in. budowa pałaców królewskich i przebudowa meczetu Proroka). Muhammad został także mianowany przez króla Abd al-Aziza honorowym ministrem robót publicznych. Matka Usamy, Syryjka Alia Ghanim, była czwartą żoną jego ojca, którego poślubiła jako 14-latka w 1956.
W chwili śmierci w katastrofie lotniczej w 1967 Muhammad był multimilionerem, a jego kompania Saudi Binladin Group jedną z największych firm budowlanych na Bliskim Wschodzie. Usama studiował zarządzanie na Uniwersytecie Króla Abd al-Aziza w Dżuddzie, gdzie prawdopodobnie uczęszczał na wykłady Muhammada Kutba, brata słynnego ideologa Bractwa muzułmańskiego Sajjida Kutba, oraz Palestyńczyka Abd Allaha Azzama.

### Walka z ZSRR w Afganistanie
Kiedy w 1979 wojska radzieckie najechały Afganistan, udał się do Pakistanu i zajął się organizowaniem pieniędzy i zaopatrzenia dla afgańskich mudżahedinów. Dzięki odziedziczonemu ogromnemu majątkowi oraz osobistej pobożności i odwadze w walce jego reputacja jako wojskowego przywódcy stopniowo rosła. W Afganistanie trafił pod kuratelę Abd Allaha Azzama i wraz z nim w 1984 założył Maktab Chadamat al-Mudżahidun al-Arab, w skrócie MAK, co na angielski luźno przekładano jako „Afghan Services Bureau”. MAK była zorientowana na organizowanie arabskich ochotników chcących walczyć w Afganistanie. MAK otrzymywała finansowe wsparcie nie tylko od Ibn Ladina, ale także Stanów Zjednoczonych, Wielkiej Brytanii, Arabii Saudyjskiej, Egiptu, Pakistanu i innych państw muzułmańskich. W szczególności CIA pomagała organizacji zdobyć ukryte fundusze, wspierając jej walkę z ZSRR w kontekście zimnej wojny.

### Początki Al-Ka’idy i jej ideologia
Po wycofaniu się wojsk radzieckich z Afganistanu w 1989 MAK przekształciła się w Al-Ka’ida al-Askarijja („baza wojskowa”), co wiąże się ze stworzeniem rok wcześniej przez Ibn Ladina komputerowej bazy zawierającej dane wojowników wojny w Afganistanie. Al-Ka’ida miała walczyć z każdym przejawem ingerencji wojskowej i gospodarczej krajów niemuzułmańskich w świecie islamu, jednak przez kilka następnych lat nie posiadała jakichś bardziej konkretnie zdefiniowanych celów i operacyjnej agendy. W 1989 Ibn Ladin powrócił do Arabii Saudyjskiej, gdzie początkowo był witany jak bohater, jednak szybko rząd zaczął postrzegać go jako radykała i potencjalne zagrożenie. W obliczu irackiej inwazji na Kuwejt w 1990 starał się bezskutecznie przekonać rząd Arabii Saudyjskiej, by bezpieczeństwo kraju oprzeć na jego siatce bojowników, nie zaś armii Stanów Zjednoczonych. Jego oferta została jednak odrzucona i Saudyjczycy zgodzili się na rozlokowanie wojsk amerykańskich na terenie swojego kraju. „Ta decyzja, poparta przez saudyjskie władze religijne, zradykalizowała al-Ka’idę i zmieniła jej nastawienie: saudyjski rząd został ogłoszony odstępcą od islamu i stał się najważniejszym wrogiem”. „W oczach Ibn Ladina obecność niewiernych żołnierzy w Arabii, kraju dwóch najświętszych świątyń islamu w Mekce i Medynie, była ostatecznym upokorzeniem islamu”.
W 1991 Ibn Ladin opuścił Arabię Saudyjską i przeniósł się do Sudanu. Stamtąd wspierał finansowo londyński „Committee for Advice and Reform” („Komitet na rzecz Rady i Reformy”), poprzez który dążył do podważenia religijnej legitymacji saudyjskiej dynastii ze względu na jej udział w, jak to postrzegał, amerykańskiej „okupacji” muzułmańskiej ziemi świętej. Jednocześnie rozbudowywał swoją infrastrukturę w Sudanie i zaczął szkolić islamskich bojowników mających walczyć w różnych konfliktach na świecie, zaś sieć Al-Ka’idy rozpoczęła formułowanie agendy zbrojnej walki z zagrożeniem amerykańskiej dominacji w świecie islamu. W 1994 Arabia Saudyjska pozbawiła go obywatelstwa i zamroziła jego fundusze, zmuszając go do polegania na zewnętrznych źródłach finansowania. W 1996, pod silną międzynarodową presją, Sudan wydalił Ibn Ladina, który przeniósł się do Afganistanu, gdzie schronienia udzielili mu talibowie. Jeszcze w tym samym roku publicznie ogłosił rozpoczęcie dżihadu przeciwko Amerykanom i wezwał do zabijania ich i ich sojuszników w celu uwolnienia muzułmańskich ziem. W swojej deklaracji wojny oskarżał Amerykanów m.in. o kradzież zasobów naturalnych świata islamu, okupację Półwyspu Arabskiego, włącznie ze świętymi miejscami islamu, oraz wspieranie rządów realizujących interesy Stanów Zjednoczonych na Bliskim Wschodzie. Celem Ibn Ladina wydawało się wciągnięcie Amerykanów w wojnę na wielką skalę ze światem islamu, która doprowadzi do obalenia umiarkowanych muzułmańskich rządów i ustanowi na nowo łączący wszystkich muzułmanów kalifat.

Będąc gościem afgańskich talibów, Ibn Ladin utrzymywał bliskie relacje z ich przywódcą, mułłą Omarem, i uznał jego tytuł „Amir al-Mu’minin” (przywódca wiernych), tradycyjnie przysługujący kalifowi, pod którym ten występował wobec samych talibów. Ibn Ladin nie był zainteresowany zdobyciem władzy w Afganistanie, co było celem talibów, lecz jedynie wykorzystaniem go jako bazy do ataków na swoich wrogów rozsianych po świecie. Zawarł też sojusz z Ajmanem az-Zawahirim, przywódcą Islamskiego Dżihadu, co w 1998 doprowadziło do ogłoszenia powstania „Globalnego Islamskiego Frontu dla Dżihadu przeciwko Żydom i Krzyżowcom”. Według Paula Hecka
Ibn Ladin uważał, iż umma jest w stanie zagrożenia. Żydzi i chrześcijanie przejęli kontrolę nad siedzibą islamu, albo bezpośrednio albo za pośrednictwem muzułmańskich odstępców, którzy dobrowolnie przedłożyli światowe dobra nad nadrzędność boskich celów. Rezultatem jest upokorzenie ummy rękoma tych, których nazywał syjonistami i krzyżowcami, posiadającymi muzułmańskie ziemie, plądrującymi muzułmańskie zasoby i lekceważącymi życie muzułmanów; dlatego współczesne działania Zachodu wobec siedziby islamu nie różnią się niczym od krucjat i kolonializmu, a raczej są ich prostym przedłużeniem. Ibn Ladin za najbardziej haniebne z działań podjętych przez te siły niewiernych uważał zbezczeszczenie najświętszych miejsc islamu: meczetu Al-Aksa w Jerozolimie (będącego pod kontrolą Izraela) i dwóch świątyń Arabii, Mekki i Medyny (będących pod kontrolą saudyjskiego reżimu odstępców w sojuszu z Zachodem krzyżowców).
 Deklaracja programowa „Frontu”, ogłoszona w lutym 1998 w arabskojęzycznym piśmie w Londynie, szybko przyciągnęła uwagę jako próba ujęcia ideologii współczesnego ugrupowania muzułmańskich bojowników w ramach tradycyjnego szariatu. Po zamachach z 11 września 2001 tekst deklaracji stał się znany jako fatwa, chociaż wielu muzułmanów zwracało uwagę, że ani Ibn Ladin, ani inni sygnatariusze tego dokumentu nie posiadają religijnego wykształcenia, które dawałoby prawo do wydania takiego aktu. W deklaracji stwierdzano przede wszystkim że muzułmańska społeczność, chociaż liczna, jest zdominowana przez przywódców, których wiara jest powierzchowna. W związku z zagrożeniem, w jakim pozostaje islam, wzięcie udziału w dżihadzie jest obowiązkiem każdego zdolnego do walki muzułmanina w każdym kraju, w którym jest to możliwe. Zgodnie z deklaracją, a wbrew tradycji, obowiązek prowadzenia dżihadu miał zatem dotyczyć nie ummy jako całości, ale każdego muzułmanina indywidualnie, ponadto w sytuacji zepsucia dzierżących władzę dżihad nie wymagał autoryzacji przez władcę. Deklaracja wskazywała także konkretnego wroga, czyli Stany Zjednoczone. Walka jako indywidualny obowiązek miała dotyczyć Amerykanów i ich sojuszników, zarówno żołnierzy, jak i cywili. Ten ostatni punkt był szczególnie kontrowersyjny dla muzułmanów, ponieważ tradycyjnie w ramach dżihadu należało unikać bezpośredniego krzywdzenia niewalczących. Ibn Ladin nie zaprzeczał temu, że jest to mocno osadzony w tradycji precedens, argumentował jednak, iż reguła ta nie ma charakteru absolutnego. Chcąc zwrócić uwagę na istnienie wyjątków przywoływał przypadki, w których muzułmanom zezwalano na prowadzenie walki z wrogiem, który powiesił dzieci na murach oblężonego miasta. Jego zdaniem w tego rodzaju sytuacji krew dzieci była na rękach obrońców, a nie atakujących muzułmanów. Ponadto Ibn Ladin i inni naciskali, że zabijanie amerykańskich cywili, a także cywili ich sprzymierzeńców, jest aktem sprawiedliwej odpłaty za śmierć niewinnych muzułmanów.

### Działalność terrorystyczna i odpowiedź amerykańska
Ibn Ladina wiązano z atakami na hotel w Jemenie (grudzień 1992), zamachem na World Trade Center (26 lutego 1993), nieudaną próbą zabicia Mubaraka (czerwiec 1995) oraz atakami w Rijadzie (listopad 1995) i Az-Zahranie (czerwiec 1996). Zarówno sam fakt, jak i ewentualny stopień udziału Al-Ka’idy w tych aktach pozostaje nie do końca pewny, niemniej Ibn Ladin publicznie je pochwalał i nazywał biorących w nich udział męczennikami (szahidami). W 1998 ibn Ladin nakazał przeprowadzenie największej z dotychczasowych operacji Al-Ka’idy – jednoczesnych zamachów na amerykańskie ambasady w Nairobi i Dar es Salaam, w których zginęły łącznie 224 osoby. Stany Zjednoczone w odwecie wystrzeliły pociski manewrujące na miejsca, które uważano za bazy Ibn Ladina w Afganistanie. W 2000 Al-Ka’ida przedsięwzięła kolejny atak, zabijając 17 marynarzy amerykańskiego niszczyciela USS Cole, znajdującego się w Jemenie. 11 września 2001 dziewiętnastu bojowników powiązanych z Al-Ka’idą dokonało serii ataków na wieże World Trade Center w Nowym Jorku i Pentagon w Waszyngtonie, w których zginęło 2996 osób. Ibn Ladin początkowo odmówił przyjęcia odpowiedzialności za ten ostatni zamach, chociaż tradycyjnie publicznie pochwalił jego autorów. Stany Zjednoczone zażądały, by talibowie wydali Ibn Ladina; ci zaś odmówili. W rezultacie Amerykanie zbudowali koalicję, która obaliła rządy talibów w Afganistanie. W grudniu 2001 Ibn Ladin zszedł do ukrycia, po tym jak uniknął ujęcia przez siły amerykańskie w kompleksie jaskiń Tora Bora. W następnych latach Amerykanie szukali jego kryjówki na pograniczu afgańsko-pakistańskim.

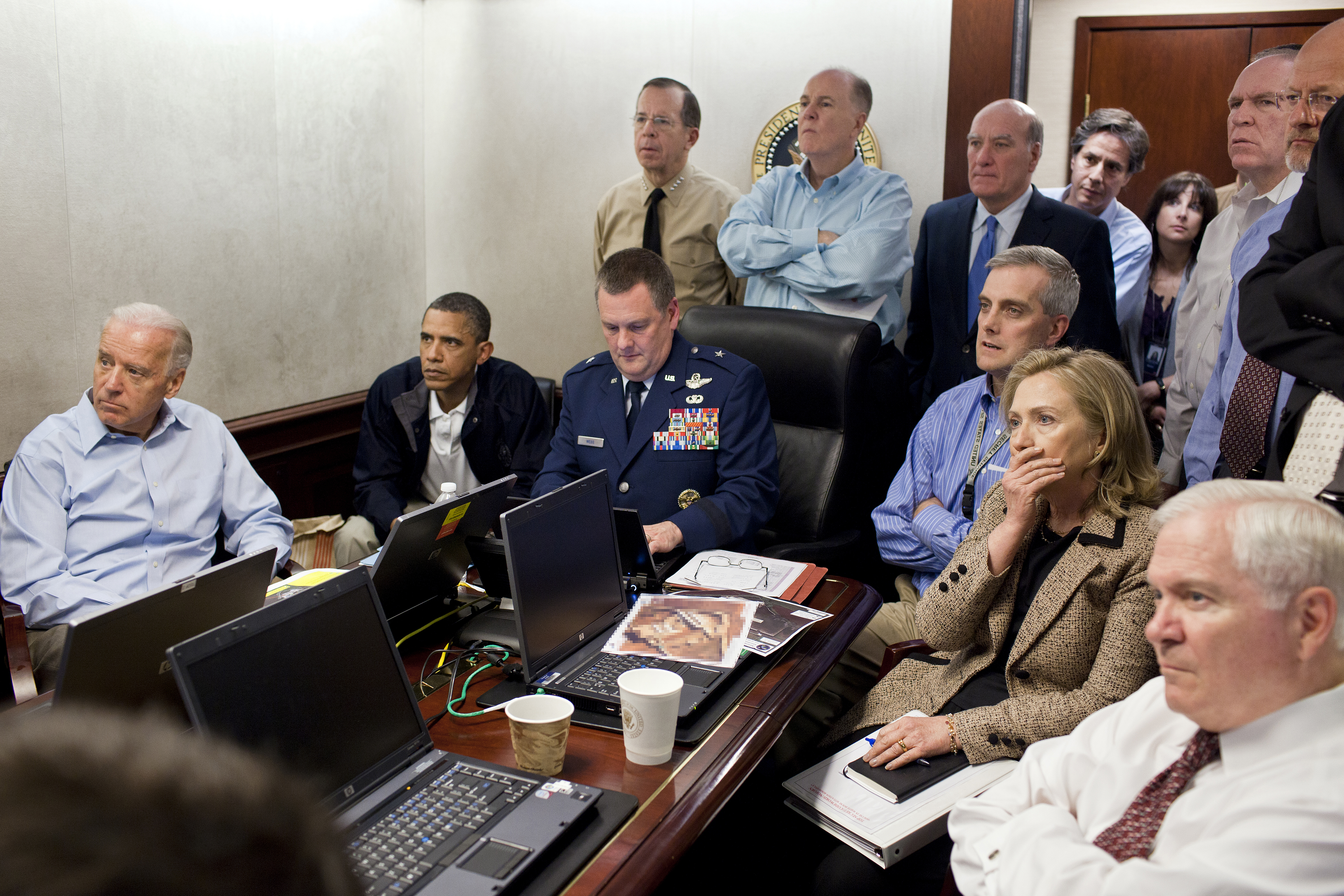
Barack Obama, Joe Biden i Hillary Clinton obserwujący postępy operacji Neptune Spear, zakończonej śmiercią Usamy ibn Ladina (2011)

Inwazja Stanów Zjednoczonych na Afganistan doprowadziła do rozproszenia przywództwa Al-Ka’idy i zmianę jej taktyki. Od tej pory funkcjonowała ona jako zdecentralizowany zbiór różnych grup działających niezależnie od siebie w różnych rejonach geograficznych. Korzystne warunki do rekrutacji do Al-Ka’idy stworzyła amerykańska inwazja Iraku w 2003. Mimo tego, pisząc o Al-Ka’idzie w 2012, a więc krótko po śmierci Ibn Ladina, jeden z jej badaczy nie wahał się stwierdzić, iż „sieć wykazuje znaczące słabości. Pozostaje ona względnie małym ruchem bez masowego odzewu. Jej taktyka, a w szczególności zabijanie niewinnych, została potępiona przez muzułmanów na całym świecie”. Po swoim zejściu do ukrycia Ibn Ladin komunikował się ze światem przede wszystkim poprzez publikowane okazjonalnie taśmy audio i wideo. W październiku 2004, przed wyborami prezydenckimi w Stanach Zjednoczonych, Ibn Ladin opublikował wideo skierowane do Amerykanów, w którym przyznał się do zamachów z 11 września i stwierdził, że pokój jest w zasięgu ręki, jeśli amerykański elektorat wybierze właściwego kandydata. Jeszcze wcześniej, w dokumencie opublikowanym w listopadzie 2002, Ibn Ladin bronił poglądu, że obywatele demokratycznych państw nie mogą uważać się za niewinnych, ponieważ mają możliwość zmiany rządu i stąd odwrócenia złej polityki. W ten sposób Ibn Ladin kontynuował swoją obronę zabijania bezbronnych cywili, co pozostawało przedmiotem największego oburzenia w świecie islamu, zwłaszcza po tym jak bojownicy kojarzeni z przywódcą Al-Ka’idy w Iraku, Abu Musabem az-Zarkawim, zaczęli dopuszczać się zabijania w zamachach cywili muzułmańskich. Wywołało to sprzeciw nawet sojuszników Ibn Ladina, w tym Ajmana az-Zawahiriego i mułły Omara, przy czym ten ostatni w 2009 rozkazał, by związani z nim bojownicy unikali bezpośredniego zabijania niewalczących. Na taśmie z 2008 Ibn Ladin groził zemstą za śmierć Palestyńczyków w Strefie Gazy, zaś w opublikowanym w maju 2011 (już po śmierci) nagraniu pochwalał rewolucje w Tunezji i w Egipcie oraz wzywał zwolenników Al-Ka’idy do wspierania ludzi walczących z niesprawiedliwymi rządami.
Ostatecznie amerykański wywiad odkrył, że Ibn Ladin zamieszkuje od kilku lat w strzeżonym kompleksie w Abbottabadzie, a nie (jak przypuszczano dotychczas) ukrywa się gdzieś na Terytoriach Plemiennych. Usama ibn Ladin został zabity w tajnej operacji amerykańskich komandosów z Navy SEALs 2 maja 2011.